# Djendel Saadi Mohamed
Djendel Saadi Mohamed (în arabă جندل السعدي محمد) este o comună din provincia Skikda, Algeria.
Populația comunei este de 8.655 de locuitori (2008).